# 南崁褒忠亭
南崁褒忠亭，俗稱客家義民亭、義民亭，位於桃園市蘆竹區南崁里，蘆竹區公所附近，是臺灣本島位置最北的百年歷史義民廟，為新埔褒忠亭義民廟之分廟，此廟與南崁地區的另外兩家廟宇五福宮和福德祠為南崁地區香火鼎盛的百年老廟。

## 歷史沿革
清道光六年（1826年），南崁街民眾欲為居住於南崁一帶的客家人興建義民廟一座，遂由客家籍人士黃仁壽、吳榮伯等倡議，乃自南崁下庄、南崁頂庄之一部分及今觀音區上大庄（今新坡）全部之客家人募款興建，土地則由古錦江捐獻。義民爺香火自新埔枋寮褒忠亭分香而來，故亦稱褒忠亭，建於南崁街，成為南崁五大庄客家人的信仰中心。南崁褒忠亭在清光緒十六年（1890年）年和民國六十三年（1974年）分別修建過，2017年，舊廟拆除重建。

## 祀神
南崁褒忠亭主祀義民爺，配祀觀音佛祖、天上聖母、福德正神、廣澤尊王和中壇元帥